# Pablo Tac

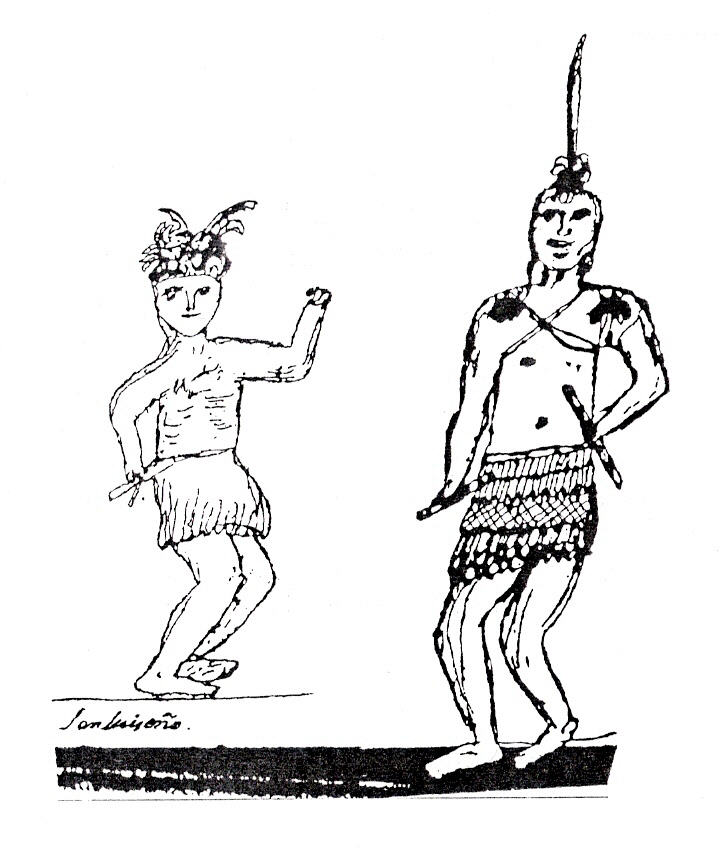
Tac va fer aquest dibuix representant dos homes joves que vestien faldilles de fil i plomes amb adorns de plomes al cap, cascavells a les mans, i (potser) decoracions pintades a llurs cossos.

Pablo Tac o Quechnajuichom també dit "Qéchngawichum" (Oceanside, Califòrnia 1822–1841) fou un acadèmic amerindi dels luiseños que proporcionà una perspectiva contemporània poc habitual de les institucions i història antiga de l'Alta Califòrnia. Va crear els primers sistemes escrits per al luiseño, i el seu treball és "l'única font primària del luiseño escrit per un luiseño fins al segle xx."

## Biografia
Tac va néixer de pares luiseños a la Missió San Luis Rey de Francia i va estudiar a l'escola de la missió. Era un estudiant prometedor i juntament amb un altre nen va ser assenyalat pel missioner franciscà, el pare Antoni Peyrí i Aulèstia, per acompanyar-lo quan va sortir de Califòrnia el 1832. Tac va visitar Roma en 1834 i va ser inscrit al Col·legi de la Propaganda, on estudià gramàtica llatina. Després va passar a estudiar retòrica, humanitats i Filosofia en la preparació per al treball missioner, però va morir en 1841.
Com a estudiant, Tac va escriure una gramàtica i un diccionari luiseño per al cardenal i lingüista Giuseppe Gasparo Mezzofanti, i en particular inclou una història com a part del seu manuscrit. Va crear una forma d'escriure luiseño que basada en el llatí i l'espanyol, que és diferent de la forma moderna actual descolonitzada d'escriure luiseño.
Tac també va escriure un assaig sobre la "Conversió de San Luiseños d'Alta Califòrnia." Aquest últim inclou informació sobre formes de vida indígenes (incloent danses i jocs) i la història i l'organització de la missió, juntament amb dos dibuixos de Tac. Tac va relatar els principis de la vida a la missió San Luis Rey titulat La vida índia i costums en la Missió San Luis Rey: Un relat de la visa de la missió de Califòrnia per Pablo Tac, un neòfit indi (escrit al voltant de l'any 1835, editat i traduït a l'anglès per Minna Hewes i Gordon Hewes el 1958). En el llibre, Tac lamentar la ràpida disminució del seu poble:
A Quechla no fa gaire hi havia 5.000 ànimes, amb totes les terres veïnes. A causa d'una malaltia que va arribar a Califòrnia 2.000 ànimes van morir i 3.000 van restar." 
Tac va passar a descriure el tractament preferencial que rebien els padres:
En la missió de San Luis Rey de Francia el pare Fernandino[sic] és com un rei. Ell té els seus patges, alcaldes, majordoms, músics, soldats, jardins, ranxos, ramat...." 
Tac també va assenyalar que el seu poble inicialment van tractar d'impedir l'avenç dels espanyols a les seves terres del sud de Califòrnia. Quan els estrangers invasors s'acostaven,
"...el cap es va posar dret...va anar cap a ells," exigint, "... Què és el que busqueu? Deixeu el nostre país!"